# 山口弘隆
山口 弘隆（やまぐち ひろたか）は、常陸牛久藩の第2代藩主。初代藩主・山口重政の四男。母は小坂雄吉の娘。正室は諏訪忠恒の娘。子は山口重貞（長男）、山口政信（次男）、山口重治（三男）、山口重富（四男）、娘（久永勝晴正室のち谷頼衛室）。官位は従五位下。但馬守。修理亮。幼名は国丸。

## 経歴
慶長18年（1613年）、父と長兄・重信が改易された後、重信は大坂の陣で戦死したため、嫡子となった。元和8年（1622年）、父や弟の重恒と共に本多忠政に身柄を預けられたが、寛永5年（1628年）に赦免されて父は牛久に1万5000石を領する藩主となった。そして寛永12年（1635年）に父が死去したため、その跡を継いだ。このとき、弟の重恒に5000石を分与している。水口城の城番を務めて、延宝5年（1677年）9月5日に75歳で死去し、跡を長男・重貞が継いだ。法号は一灯見性弘隆院。墓所は東京都港区南麻布の曹渓寺。

## 系譜
父母
- 山口重政（父）
- 小坂於奈 - 小坂雄吉の娘（母）

正室
- 諏訪忠恒の娘

側室
- 永井氏

子女
- 山口重貞（長男）生母は正室
- 山口政信（次男）
- 山口重治（三男）
- 山口重富（四男）
- 久永勝晴正室後に谷頼衛室